# میدان نفتی فروزان
میدان نفتی فروزان (نام پیشین: میدان نفتی داریوش) میدان نفتی ایرانی مستقر در خلیج فارس است، که در ناحیه جزیره خارگ، با میدان نفتی مرجان کشور عربستان سعودی مشترک است.
این میدان در سال ۱۳۴۵ با ذخیره نفت درجای دو میلیارد و ۳۰۹ میلیون بشکه کشف شده‌است. آخرین وضعیت برداشت ایران از میدان مشترک نفتی فروزان روزانه حدود ۴۰ هزار بشکه است، این در حالیست که شرکت سعودی آرامکو روزانه بالغ بر ۴۰۵ هزار بشکه نفت خام، از بخش مربوط به عربستان سعودی این میدان، برداشت می‌نماید.